# Break the Border
Break the Border è il primo album in studio del cantante svedese Yohio, pubblicato nel 2013.

## Tracce
Edizione svedese
1. 2013 -Beginning of the End - – 1:04
2. My Murderous Urge – 3:18
3. Revolution – 3:11
4. Heartbreak Hotel – 3:03
5. Our Story – 3:22
6. Sakura, falling – 4:19
7. Innocence – 3:42
8. On the Verge – 3:31
9. Rain ~ A scene drenched in rain ~ – 4:32
10. Timescape – 1:58
11. Aggressive Beauty – 2:59
12. Break the Border – 4:17